# ادوین رایدینگ
لارش ادوین فولکه رایدینگ (سوئدی: Lars Edvin Folke Ryding؛ زادهٔ ۴ فوریه ۲۰۰۳) بازیگر اهل سوئد است. او بیشتر برای ایفای نقش شاهزاده ویلهلم در مجموعه درام نوجوانانهٔ جوانان سلطنتی (۲۰۲۱–۲۰۲۴) محصول نتفلیکس شناخته می‌شود. رایدینگ در سال ۲۰۲۲ در فهرست ۳۰ شخص زیر ۳۰ سال فوربز قرار گرفت.

## حرفه
رایدینگ فعالیت حرفه‌ای خود را در سال ۲۰۰۹ و در سن ۵ سالگی با بازی در مجموعه تلویزیونی مرد زیر پله آغاز کرد. از آن زمان در چندین تولید تلویزیونی و سینمایی از جمله جنگ خانم فریمان، جواهرات سلطنتی، داستان استیگ-هلمر، غازمامن و چندین فیلم دربارهٔ آنیکا بنگتسون که در سال ۲۰۱۱ تولید شدند، ایفای نقش کرده است.
او با ایفای نقش شاهزاده ویلهلم در مجموعهٔ نتفلیکس جوانان سلطنتی به شهرت بین‌المللی دست یافت.
رایدینگ صداپیشهٔ نقش اصلی در فیلم پویانمایی سوئدی سفر به سرزمین پادشاه پرها نیز بوده است.
او در سال ۲۰۲۲ در فهرست ۳۰ شخص زیر ۳۰ سال فوربز قرار گرفت.
در سال ۲۰۲۴، او در فیلم نتفلیکسی بخشی از تو همراه با بازیگر و خوانندهٔ سوئدی، زارا لارسن ایفای نقش کرد. در سال ۲۰۲۵، با بازی در فیلم ترسناک ۲۸ سال بعد به کارگردانی دنی بویل و در کنار جودی کومر، نخستین حضور خود را در هالیوود تجربه کرد.
او در فیلم بازی‌های گرسنگی: طلوع در روز برداشت که از ژوئیه ۲۰۲۵ در مرحلهٔ تولید است، نقش ویتوس را در مقابل آیریس آپاتو در نقش پروسرپینا بازی می‌کند.